# Bulletin of Insectology
Bulletin of Insectology – recenzowane czasopismo naukowe, entomologiczne. Publikowane jest przez wydział nauk rolniczych Uniwersytetu Bolońskiego. Pismo publikuje oryginalne artykuły z dziedziny morfologii, fizjologii, etologii i biologii owadów i innych stawonogów. Wiele z nich dotyczy biokontroli owadów i pajęczaków szkodliwych. Wydawane w języku angielskim.

## Dawne nazwy
Od 1928 roku, kiedy zaczął być wydawany, wielokrotnie zmieniał nazwy:
Od woluminu 1 (1928): "Bollettino del Laboratorio di Entomologia del R. Istituto Superiore Agrario di Bologna"
Od woluminu 8 (1935-1936): "Bollettino dell'Istituto di Entomologia della R. Università degli Studi di Bologna"
Od woluminu 15 (1944-1946): "Bollettino dell'Istituto di Entomologia della Università degli Studi di Bologna"
Od woluminu 38 (1984): "Bollettino dell'Istituto di Entomologia "Guido Grandi" della Università degli Studi di Bologna"
Od woluminu 55 (2002): "Bulletin of Insectology"